# Riu Mackenzie

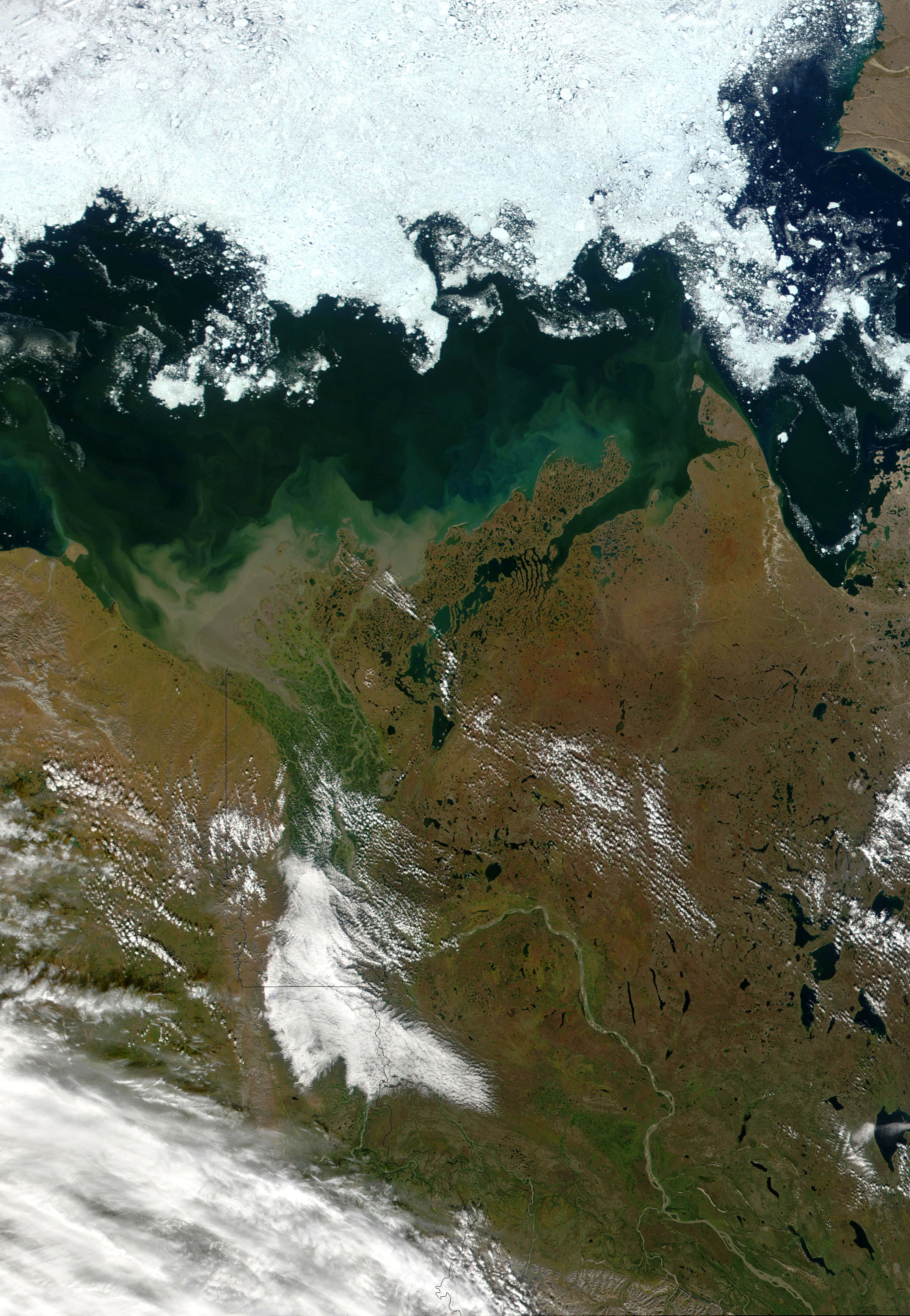
Fotografia del delta del riu Mackenzie presa per la NASA.

El Mackenzie és un riu del Canadà (als territoris del Nord-oest), el qual té una longitud de 4.600 km i una conca d'1.805.200 km² (la segona de l'Amèrica del Nord).

## Característiques físiques
Neix a les muntanyes Rocoses amb el nom d'Athabasca, travessa el llac del mateix nom i el de l'Esclau, a la sortida del qual pren el nom de Mackenzie. Recull per la dreta les aigües de l'Escut Canadenc i, per l'esquerra, les de les Muntanyes Rocoses Septentrionals. Desguassa en forma d'un extens delta a la Mar de Beaufort (oceà Àrtic).
El seu règim nival provoca fortes crescudes que de vegades ocasionen inundacions a l'època del desglaç.

### Capçaleres
A través dels seus nombrosos afluents, la conca del riu Mackenzie cobreix parts de cinc províncies i territoris canadencs: Colúmbia Britànica (BC), Alberta, Saskatchewan, Yukon i Territoris del Nord-oest. El llac Thutade, a l’interior nord de BC, és l'última font del riu Mackenzie a través del sistema Finlay-Peace River, que s'estén per 1923 km a través de BC i Alberta. El Riu Athabasca neix més al sud, al parc nacional de Jasper, al sud-oest d'Alberta. Junts, els rius Peace i Athabasca drenen una part important del vessant oriental de les Muntanyes Rocoses i la praderia central d'Alberta. La Pau aporta la major part de l'aigua, uns 66 km3 per any, i l'Athabasca aporta 25 km3.
La Pau i l'Athabasca es troben al Delta de la Pau-Athabasca, un vast delta interior situat a l'extrem occidental del llac Athabasca, que també agafa l'escorrentia del terç nord de Saskatchewan. El riu Slave està format per la confluència dels dos rius i transcorre 415 km cap al nord fins al Great Slave Lake, a Fort Resolution, Territoris del Nord-oest. L'Esclau és, amb diferència, el riu més gran que desemboca al llac, amb un cabal anual de 108 km3. Aporta al voltant del 77% de l'entrada total i forma un gran delta on entra al llac. Altres rius que entren al Gran Llac dels Esclaus són els rius Taltson, Lockhart i Hay, el darrer dels quals també s'estén per Alberta i BC.

### Curs principal
El riu Mackenzie surt de l'extrem occidental del Gran Llac dels Esclaus uns 150 km al sud-oest de Yellowknife. El canal té inicialment uns quants quilòmetres d'amplada però s'estreny fins a uns 800 m a Fort Providence, que històricament va ser un important pas de ferri a l'estiu, i s'utilitzava com a pont de gel a l'hivern per al trànsit al llarg de la Yellowknife Highway. El 2012 el pont Deh Cho es va completar en un punt aproximadament 10 km aigües amunt, proporcionant un pas permanent més segur. És l'únic pont que creua el curs principal del Mackenzie. A l'oest de Fort Providence, el Mackenzie s'eixampla considerablement, semblant més a un llac poc profund i pantanós que a un riu; un gran eixamplament aquí es coneix com a Mills Lake.
Després d'anar cap a l'oest durant uns 100 km el Mackenzie s'estreny i gira cap al nord-oest a través d'un llarg tram d'aigua ràpida i ràpids, passat el poble del riu Jean Marie. A Fort Simpson s'hi uneix el riu Liard, el seu afluent directe més gran, des de l'oest. El Liard drena una gran àrea al sud del Yukon i al nord de BC i transporta una gran quantitat de sediments durant el desglaç d'estiu, que no es barreja completament amb l'aigua clara del Mackenzie durant gairebé 500 km aigües avall, amb el fenomen resultant d'un corrent clar a la riba est i aigua fangosa a la riba oest.

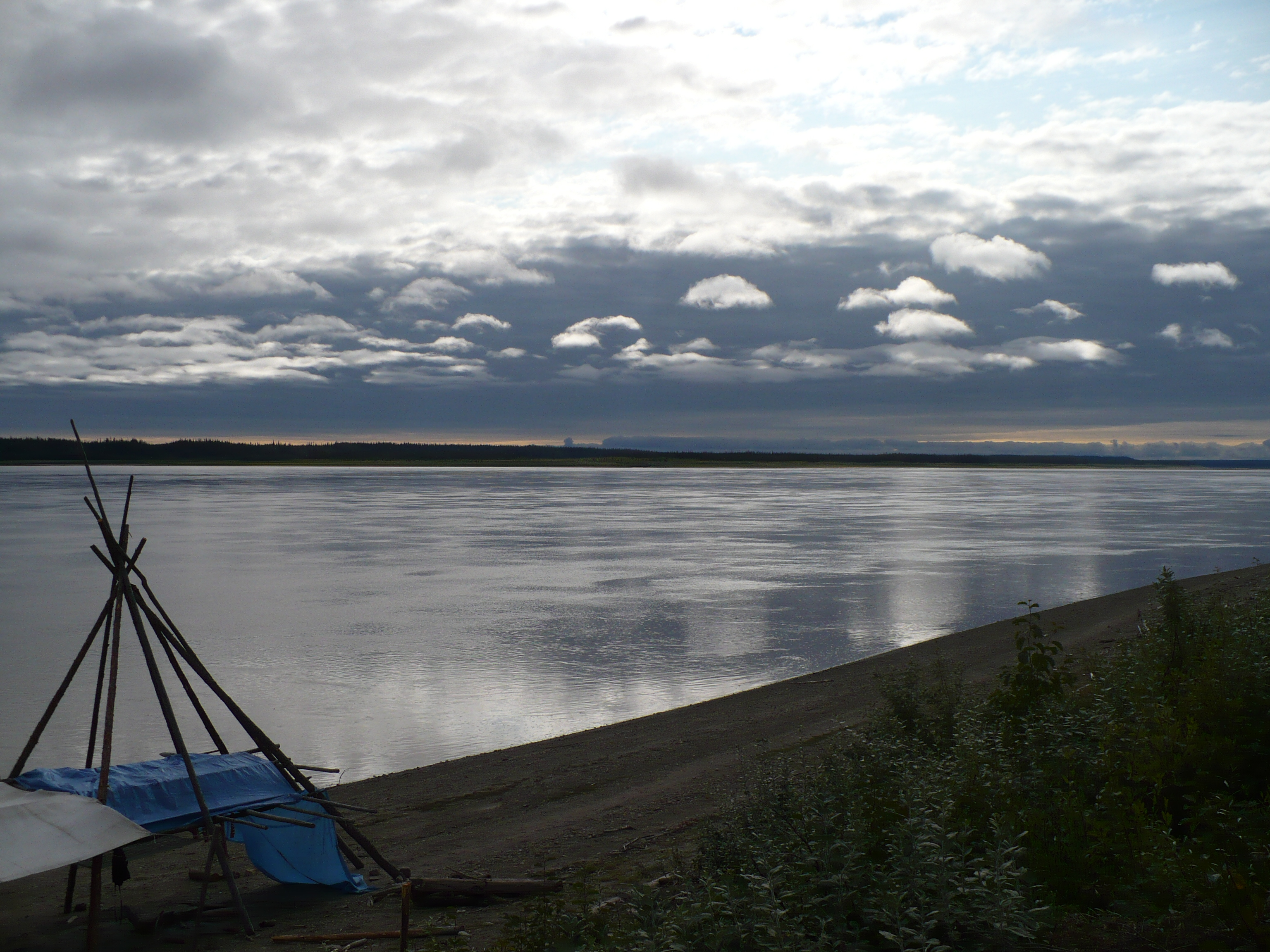
Campament de pesca de Dene al riu Mackenzie, al nord del cercle polar àrtic

El riu continua oest-nord-oest fins a la seva confluència amb el riu North Nahanni, on gira al nord cap a l'Àrtic. Flueix a través d’una taigà oberta amb la seva àmplia vall limitada, a l'oest, per les muntanyes Mackenzie i a l'est pels turons baixos de l'escut canadenc. Aquesta zona majoritàriament deshabitada s'anomena Mackenzie Lowlands; encara que parcialment boscosa, està coberta majoritàriament per grans àrees de muskeg, pantans i molts llacs petits. Diversos afluents importants s'uneixen des de l'oest, incloent-hi el riu Root, el riu Redstone i el riu Keele. Per sota del riu Keele, el riu Mackenzie flueix cap al nord al llarg de la base occidental de les muntanyes Franklin abans de girar cap al nord-oest, i rep el riu Great Bear, la sortida del llac Great Bear a Tulita.
El Mackenzie s'eixampla considerablement fins a uns 6 a 7 km a Norman Wells, un important centre de producció de petroli. Hi ha un estret a la confluència del riu Mountain anomenat Sans Sault Rapids, on el Mackenzie cau a uns 6 m. Per sota del riu Mountain, el Mackenzie flueix cap al nord fins a arribar a The Ramparts, un congost de pedra calcària d'amb prou feines de 500 m d'ample i fins a 45 m de profund. A sota de The Ramparts hi ha el poble de Fort Good Hope, on el Mackenzie torna a girar cap al nord-oest, creuant aviat el cercle polar àrtic. El Mackenzie aquí flueix una mica més baix en elevació que la tundra circumdant, com un riu trenat entre cingleres baixes d'uns 3 a 5 km a part. Rep el riu Vermell Àrtic des del sud-oest a Tsiigehtchic, on el trànsit a l’autopista Dempster es travessa mitjançant un ferri/pont de gel.
Uns 30 km al nord-oest de Tsiigehtchic hi ha Point Separation, la capçalera del vast delta del riu Mackenzie, els canals, estanys i aiguamolls ramificats del qual s'estenen per més de 12000 km² de la plana litoral. El delta és gairebé 210 km de nord a sud, i té una amplada de 50 a 80 km. És el segon delta àrtic més gran del món, després del delta del riu Lena a Rússia. La major part de la terra del delta del Mackenzie està formada per permagel, amb grans profunditats fins a la roca. Un tret característic del delta són els seus nombrosos pingos, o turons de gel cobert de terra, n'hi ha uns 1.400. El riu Peel, que porta gran part de l'escorrentia del nord del Yukon, s'uneix al delta en un punt al nord-est de Fort McPherson. Allà sota, el Mackenzie divergeix en diversos grans canals amb el més gran en direcció nord-nord-est, desembocant al mar de Beaufort a l'oest de Tuktoyaktuk. El delta del Mackenzie conté 400.000 partides de fusta, que emmagatzemen 3,4 milions de tones de carboni, equivalent a les emissions d'un any de 2,5 milions de cotxes.

### Conca hidrogràfica

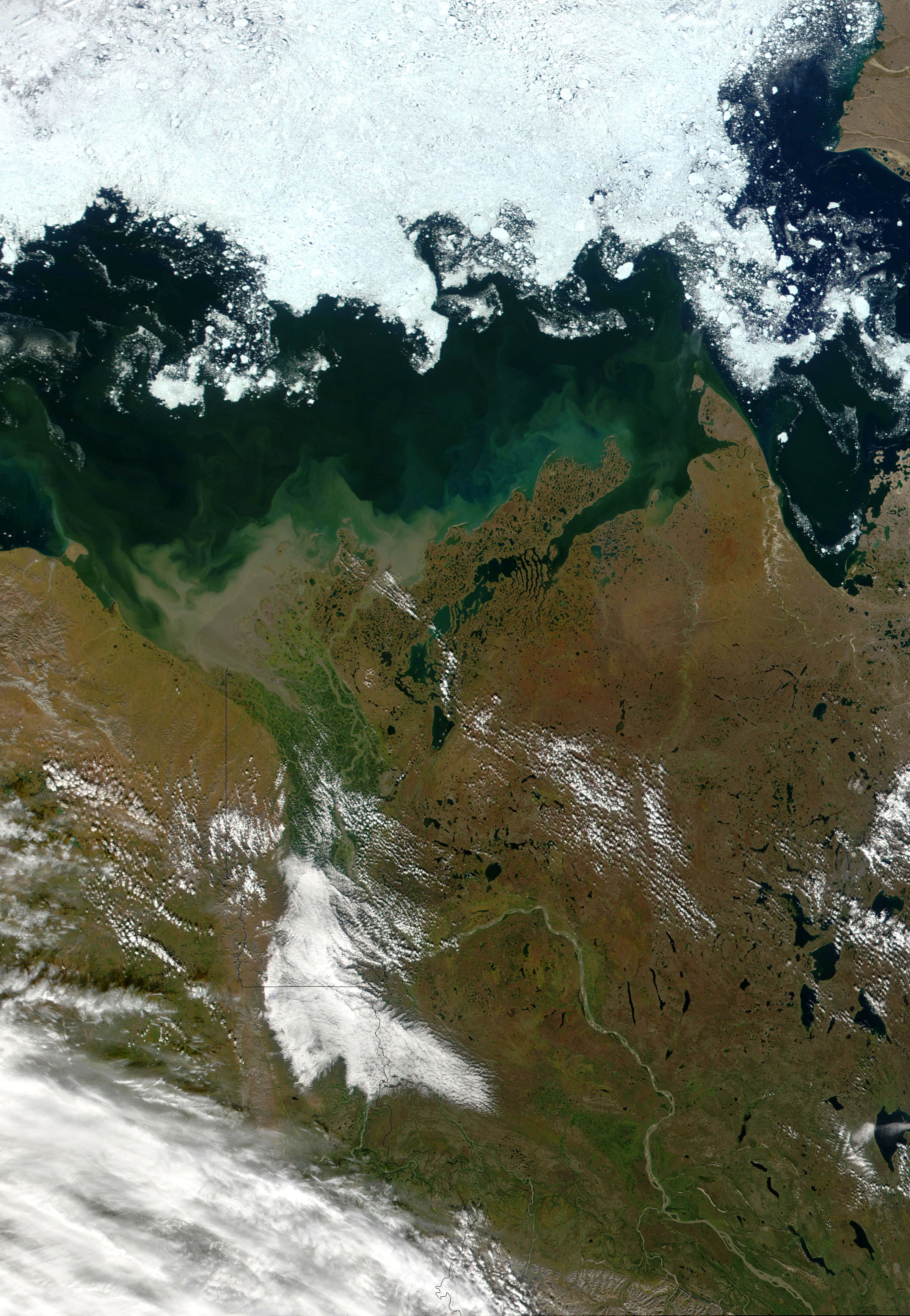
Vista per satèl·lit del riu Mackenzie inferior

Amb 1.805.000 km², la conca hidrogràfica del riu Mackenzie ocupa prop d'un 20% del Canadà. Uns 980.000 km² o el 54% de la conca, es troba sobre el Gran Llac dels Esclaus. El permagel es troba a tres quartes parts de la conca hidrogràfica, arribant fins a 100 m a les profunditats del delta del Mackenzie. En conjunt, la conca del Mackenzie només rep precipitacions escasses a moderades, amb una mitjana de 41 mm a tota la conca, encara que les zones muntanyoses experimenten precipitacions molt més altes, i les zones properes i al nord del cercle polar àrtic reben una precipitació molt menor.
La conca hidrogràfica de Mackenzie està envoltada per múltiples grans conques hidrogràfiques nord-americanes. Gran part de la vora occidental de la conca del Mackenzie discorre al llarg de la Divisòria Continental. La divisió separa la conca hidrogràfica del Mackenzie de la del riu Yukon, que desemboca a l'estret de Bering; i els sistemes del riu Fraser i el riu Columbia, tots dos desemboquen a l'oceà Pacífic. Les divisions de les terres baixes al nord separen la conca del Mackenzie de les conques de l'oceà Àrtic dels rius Anderson, Horton, Coppermine i Back. A l'est, el Mackenzie limita amb les conques hidrogràfiques de la badia de Hudson dels rius Thelon i Churchill, i al sud limita amb el sistema del riu Saskatchewan-Nelson, que també desemboca a la badia de Hudson. El sistema Mackenzie està connectat hidrològicament a la conca hidrogràfica de la badia de Hudson a través del llac Wollaston, que no només és la font de l'afluent del Fond du Lac del llac Athabasca, sinó també del riu Cochrane, que desemboca a l'est en el riu Churchill.
La part oriental de la conca del Mackenzie està dominada per grans extensions de bosc boreal ple de llacs i inclou molts dels llacs més grans d'Amèrica del Nord. Tant per volum com per superfície, el llac Great Bear és el més gran de la conca hidrogràfica i el tercer més gran del continent, amb una superfície de 31153 km² i un volum de 2236 km³. El llac Great Slave és una mica més petit, amb una àrea de 28.568 km² i que conté 2.088 km³ d'aigua, tot i que és significativament més profund que l'ós gran. El tercer gran llac, Athabasca, té menys d'un terç d'aquesta mida amb una àrea de 7800 km². Altres sis llacs de la conca en cobreixen més de 1000 km², inclòs l'embassament del llac Williston, el segon llac artificial més gran d'Amèrica del Nord, al riu Peace.

### Característiques del flux
El riu aboca més de 325 km³ d'aigua cada any, que representa aproximadament l'11% del cabal total del riu a l'oceà Àrtic. El riu està congelat durant la major part de l'any, amb el gel normalment trencant-se de principis a mitjan maig al sud, i finals de maig a principis de juny al nord. El gel es trenca abans als afluents, de vegades provocant embussos de gel i inundacions on es troben amb el Mackenzie. Al mig dels llacs més grans, com ara Great Slave, el gel pot persistir fins a mitjan juny. El riu normalment es congela a finals d'octubre o novembre, començant pel nord. Durant tot l'any, la sortida del Mackenzie té un efecte estabilitzador important en el clima local sobre l'oceà Àrtic amb grans quantitats d'aigua dolça més càlida barrejada amb l'aigua de mar freda.

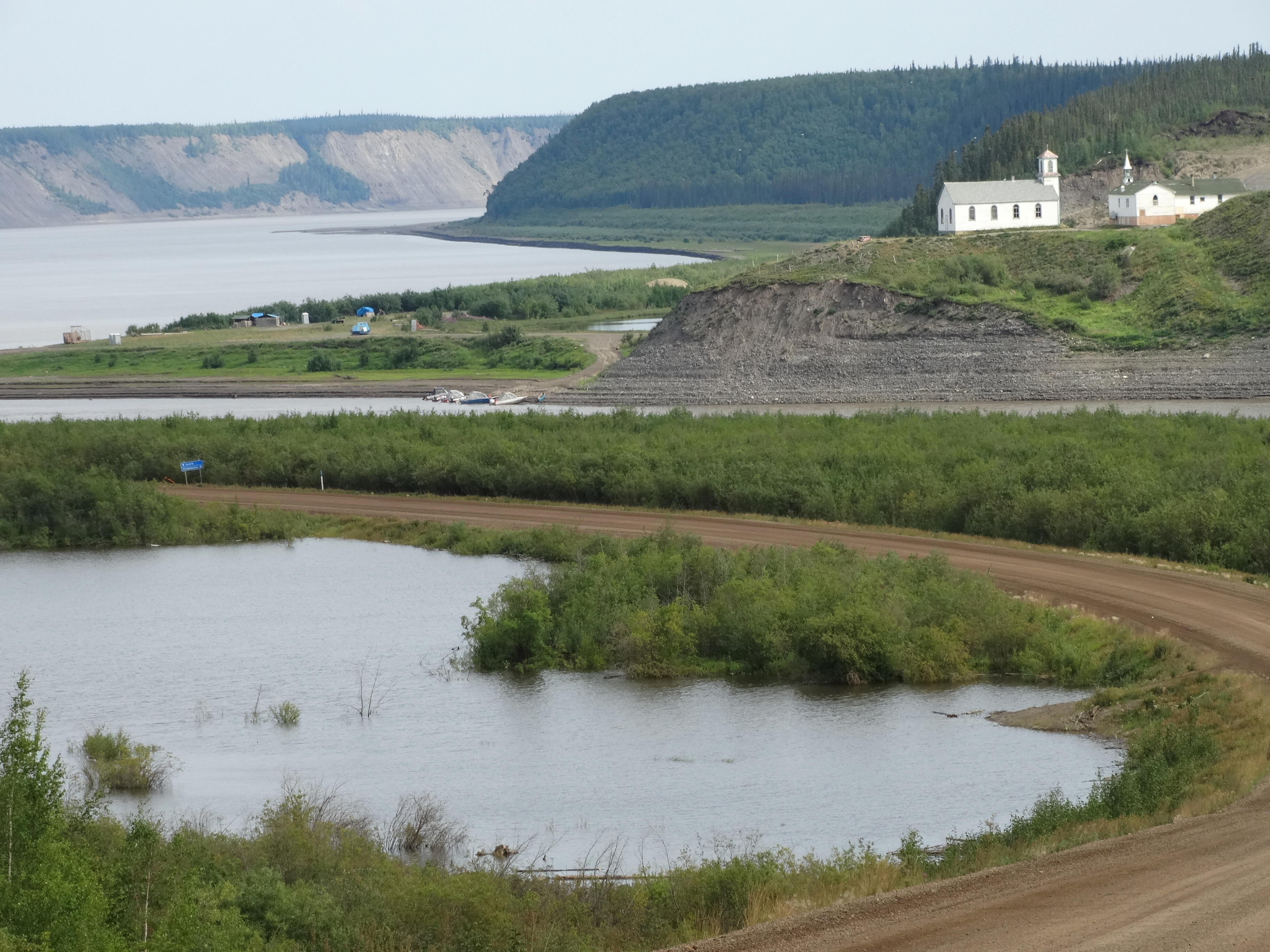
Mackenzie a Tsiigehtchic

El cabal mitjà a la boca és de 9910 m³/s, el segon més gran del Canadà després del Sant Llorenç i el catorzè més gran del món. Un 60% de l'aigua prové de la meitat occidental de la conca, que inclou les serralades Rocky, Selwyn i Mackenzie de les quals brollen els principals afluents com els rius Peace i Liard, que aporten el 23 i 27% del cabal total, respectivament. En canvi, la meitat oriental, tot i estar dominada per aiguamolls i grans llacs, només ofereix un 25% de la descàrrega de Mackenzie.
Durant el màxim cabal a la primavera, la diferència de cabal entre les dues meitats de la conca es fa encara més marcada. Mentre que les grans quantitats de neu i la fusió glacial fan pujar dramàticament els nivells d'aigua als afluents occidentals del Mackenzie, els grans llacs a l'est retarden les descàrregues primaverals. Les inundacions de primavera del sistema Peace-Athabasca es veuen alentides significativament per l'àrea del delta a l'extrem occidental del llac Athabasca, fent que el llac s'aixequi, i l'excés d'aigua només pot sortir després que els rius s'hagin retirat. El mateix fenomen es produeix al Great Slave Lake, que regula naturalment el cabal del riu Slave al Mackenzie.
Hi ha indicadors fluvials en diversos punts aigües amunt al llarg del riu Mackenzie. El cabal mitjà a la sortida del Gran Llac dels Esclaus és de 4269 m³/s. A Fort Simpson, sota el riu Liard, és de 6769 m³/s. A Norman Wells és de 8446 m³/s, i a la confluència del vermell àrtic és de 8926 m³/s. La descàrrega mitjana mensual de Mackenzie a l'Arctic Red River (m3/s)

## Principals poblacions al llarg del seu curs
- Fort Providence
- Jean Marie River
- Fort Simpson
- Wrigley
- Tulita
- Norman Wells
- Fort Good Hope
- Tsiigehtchic
- Aklavik
- Inuvik

## Importància econòmica
Constitueix una via navegable molt important, llevat dels mesos d'hivern, que es glaça.